# Родина (марш)
Марш „Родина“ е български военен марш, който е включен в репертоара на почти всички духови оркестри в България. Създаден е от композитора Николай Братанов. Маршът е част от албума „Маршове за духов оркестър от Николай Братанов“.